# Vito Noto
 (décembre 2023).
Vito Noto, né à Raguse en Italie en 1955 et naturalisé suisse, est un designer industriel italien.

## Biographie
Vito Noto est né à Raguse en 1955 ; trois ans plus tard, sa famille s'installe en Suisse, d'abord dans le canton de Lucerne, puis dans celui du Tessin en 1969. En 1976, il termine ses études à l'École Politecnica del Design de Milan où il a eu comme enseignants des personnalités renommées du design italien et international : Nino Di Salvatore, Alberto Rosselli, Isao Hosoe, Narciso Silvestrini, Bruno Munari, Max Huber, Achille Castiglioni, Bob Noorda entre autres.
Après des expériences dans les studios de design à Zurich, Hambourg et Paris, il fonde en 1982 son propre studio de design industriel à Cadro, où sont nées beaucoup de collaborations importantes avec des entreprises internationales. Vito Noto conçoit des produits industriels, des meubles, des graphiques, des sites Web et des interfaces de machines. Il reçoit plusieurs prix prestigieux : le Design Preis Schweiz, le Prix Compasso d'Oro, le prix IF Die gute Industrieform et l'ADI Design Index.
Outre son activité de conception, il est conférencier dans plusieurs collèges techniques et universitaires. De 2005 à 2015, il a été président du FotoClubLugano.

## Prix et récompenses
- 1985 : IF Die gute Industrieform, machine-outil à table rotative Albe « RM16 »

- 1990 : IF Die gute Industrieform, meuble de rangement vertical : Lista « Megamat »
- 1991 : Prix Compasso d'Oro, machine à affranchir Primavera « Gamma 25 Elettronica »

- 1994 : Prix Compasso d'Oro, outils d'organisation pour le stockage et le transport : Lista « Clip Case / Clip Case Rack »
- 1994 : Prix Compasso d'Oro, unité de préparation d'analyse cytofluorométrique : Hamilton « LYSET »

- 1995 : Design Preis Schweiz, outils d'organisation pour le stockage et le transport : Lista « Clip Case / Clip Case Rack »

- 1995 : Design Preis Schweiz, laboratoire électro-médical pour la préparation et l'analyse automatisée d'échantillons en microplaque : Hamilton « Microlab F.A.M.E. »
- 2000 : ADI Design Index, montre-bracelet vingt-quatre heures : Perditempo « Giorno/Notte »
- 2002 : ADI Design Index, pipettor manual de laboratoire IBS « PIPETBOY »
- 2011 : StampNews.com: Top 10 most important postage stamps 2011, timbres poste Fürstentum Liechtenstein : « Énergie alternative »
- 2016 : ADI Design Index, machines pour l'industrie textile LGL « EcoSmart »

## Workshops
- CSIA Lugano
- Haute École d'art et de design Genève, Genève
- ANAHUAC, Mexico
- Université nationale autonome du Mexique, Mexico
- Université autonome métropolitaine, Mexico
- Gianesin/Canepari, Asolo
- Fondazione IDI, Milan